# セントメリースキー場
みやぎ蔵王セントメリースキー場（みやぎざおうセントメリースキーじょう、St.MARY）は、宮城県柴田郡川崎町にあるスキー場。2018年9月からはプラスノーが敷かれた本格的なサマーゲレンデの営業も行っていた。2023-2024シーズンの営業を最後に廃止。
運営会社は川崎町指定管理者の株式会社ゆらいず。

## 概要
宮城県川崎町の外れ、雁戸山の東麓にあるスキー場。国道286号沿いに位置し、近くには笹谷峠がある。ゲレンデの近くには山形自動車道が走っており、スターライトゲレンデではコースとリフトが山形自動車道と立体交差するほど隣接している。インターチェンジも近くにあるので、アクセスが非常に良好である。
山形県山形市との県境に近いところに位置することもあり、宮城県だけではなく山形県からの利用者も多かった。
スノーボードも利用可能。スキーやスノーボードのスクールも行っていた。

## ゲレンデ
- ムーンライト (初心者)
  - コース長:約210m
- スターライト (初級～中級)
  - コース長:約640m
  - 2018年9月に「プラスノー」が敷かれたサマーゲレンデの営業を開始した。
  - 仙台方面から山形自動車道を走行していると目の前に見えてくるのはこのコースである。
- ミルキーウェイ (中級)
  - コース長:約1200m
  - 最大斜度25度、幅100m、長さ300m超のフラットな1枚バーンがあり、高速カービングターンが充分に楽しめる
- プラネット (上級)
  - コース長:約750m
  - 最大斜度35度
  - プラネットには、αコースとβコースがあり、途中で分岐し、再び合流するというルートになっている。また、その合流地点の周辺にリフトの中間降車場があり、中間降車場より下部は中級者でも滑走可能な緩斜面である。
  - プラネットリフト上駅からの景色はとても良いが、中間降車場より上部はα・βコースともに上級者コースであるため、滑走技術がある者しか景色を楽しむことができない。
- キッズランド

## リフト
- ムーンライトリフト
  - リフト長:210m
- スターライトリフト
  - リフト長:556m
- ミルキーウェイクワッドリフト
  - リフト長:1167m
  - 尾根部にリフトが架けられているため、周囲の見晴らしは良いのだが、その立地から風に弱く運休しやすい(下記のとおり、運休時はアルタイルリフトでの代替運転に切り替わる)。
  - 4人乗りの高速リフトであるが減速運転で運行されている。東日本大震災以降はさらにスピードを落として運行していた。
- アルタイルリフト
  - リフト長:600m
  - ミルキーウェイクワッドリフトの上部と並走しているが、谷部に設置されているので風に強い。
  - 平常時は運転を停止しているが、強風の日はミルキーウェイクワッドリフトを停止してこちらを代替運転していた。
- プラネットリフト
  - リフト長:667m
  - 中間降車場がある。
  - 2020-2021シーズンから土日祝日のみの運行になった。
  - 3月初旬になると、例え積雪が充分にあるシーズンであろうが、搬器が取り外されて営業終了になるのが早いリフトであった。

## ナイター営業
例年、3月の第1週目の土曜日までナイター営業を行っている。
ナイター営業実施の曜日は、
2017-2018シーズンまでは月～土曜日に実施
2018-2019シーズンは火～土曜日に実施
2019-2020シーズンからは水～土曜日に実施
と徐々に縮小傾向にある。
プラネットコースにはナイター設備が設置されていない。
過去には年に数回オールナイト営業も実施していた。

## サマーゲレンデ
2018年09月01日に新規オープンした。本物の雪で夏スキーが出来る月山スキー場などがクローズした頃から11月くらいまでに営業を行っていた。冬季に使用している中級者向けのスターライトコースをそのままサマーゲレンデとして使用しており、コースの上に「プラスノー」というプラスチック製のブラシマットを設置し、その上を通常のスキーまたはスノーボードの道具で滑走する（ただし、通常の雪上での使用と比較すると、滑走道具の劣化の進行や破損が起きるリスクが増えるため、当スキー場のレンタル品を使用するか、古い板や中古の板を用意して使用した方が良いだろう）。
冬の雪上での滑走に近い感覚で滑ることができるが、ゲレンデでは滑りを良くするため、霧状の散水が行われているので多少はウェアや服が濡れる。
このサマーゲレンデは東北最大級で、コース脇に人工コブの用意もあり、全国的に見ても本格的な滑走コースであった。
- 使用コース：スターライトコース
- 使用リフト：スターライトリフト
- 全長：640m
- 最大幅：28m
- 最大斜度：17度

営業期間：夏から11月くらいまで
営業時間：午前9時～午後4時
営業曜日：土曜日・日曜日・祝日
　
（事前予約が必要だが、営業曜日外の平日限定でプラスノーゲレンデを貸切することが可能である）

## アクセス
- 自動車
  - 山形自動車道の笹谷インターチェンジより1.5 km。
  - 山形県側から当スキー場へ行く場合笹谷峠が冬季期間通行止めのため、国道286号の利用でも関沢インターチェンジから笹谷インターチェンジまで山形自動車道を利用しなければならない。インターチェンジ間は笹谷トンネルが結ぶ。
- 川崎町には鉄道駅がないため、近くに駅はない。
- 県庁所在地の仙台市からは車で約40分。山形市からは車で約25分。
- バス
  - 仙台駅からタケヤ交通バスが走っているため、セントメリースキー場前で下車。

## その他
駐車場はセンター前駐車場、第1・第2・第3駐車場がある。センター前駐車場は土日祝日と年末年始は有料なので注意。合計1000台収容。